# 幸運之光
「幸運之光」（ラッキーオーラ）是日本的女子偶像歌手真野惠里菜的第2张獨立製作单曲。2008年10月4日由hachama发售。

## 概要
- 「幸運之光」是真野惠里菜第2张獨立製作單曲。
- 此單曲有1個版本「CD ONLY」

## 收錄内容

### CD
1. 幸運之光
（作詞：三浦徳子　作曲：KAN　編曲：たいせい）
2. 幸運之光(Instrumental)